# 特奈 (卢瓦-谢尔省)
特奈（法語：Thenay，法語發音：[tənɛ]）是法国卢瓦-谢尔省的一个旧市镇，属于布卢瓦区。2019年，特奈与临近的4个市镇合并为新市镇索洛涅地区勒孔特鲁瓦。

## 地理
特奈（47°23'16"N, 1°17'17"E）面积20.03 平方千米，位于法国中央-卢瓦尔河谷大区卢瓦-谢尔省，该省份为法国中北部省份，北起厄尔-卢瓦省，东北接卢瓦雷省，东南接谢尔省，南至安德尔省，西南接安德尔-卢瓦尔省，西北接萨尔特省。
与特奈接壤的市镇（或旧市镇、城区）包括：舒西、孔特尔、凡村、比耶夫尔河畔富热尔、谢尔河畔蒙图、蓬勒瓦、桑班。

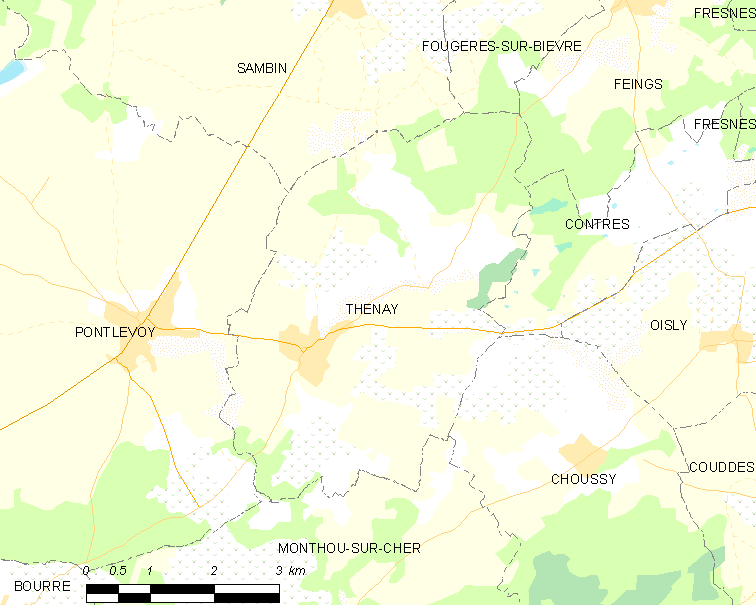
的OSM定位图

特奈的时区为UTC+01:00、UTC+02:00（夏令时）。

## 行政
特奈的邮政编码为41400，INSEE市镇编码为41257。

## 政治
特奈所属的省级选区为蒙特里沙尔-瓦勒德谢尔县。

## 人口

1962-2008年间人口变化图示

特奈于2018年1月1日时的人口数量为914人。